# 天津市街坊小学
天津市街坊小学是位于中国天津市河东区八纬北路1号，是一所重点小学，始建于1965年，校长为石国玲。

## 教师队伍
小学高级教师88人，在岗教师均取得大专以上学历，研究生学历水平1人，大本及本科在学28人。

## 校训
天津市街坊小学校训原为“勤奋、健美、求实、创新”，后改为“自尊、自立、自信、自强”。